# Pipci! (strip)
Pipci! je epizoda Zagora objavljena u svesci #158. u izdanju Veselog četvrtka. Na kioscima u Srbiji se pojavila 12. marta 2020. Koštala je 270 din. (2,27 €; 2,65 $) Imala je 94 strane.

## Originalna epizoda
Originalna epizoda pod nazivom Tentacoli! objavljena je premijerno u #626. regularne edicije Zagora u izdanju Bonelija u Italiji 3. septembra 2017. Epizodu je nacrtao Marco Verni, a scenario napisao Moreno Burattini. Naslovnicu je nacrtao Alessandro Piccinelli. Koštala je 3,9 €.

## Detaljan sadržaj
Čiko je u Kingstonu, dok čeka Zagora bez prebijene pare, kao i obično. On slučajno upada u nevolju sa čovekom na ulici koji ga hvata i baca prema prozoru kuće veterinara. Čiko upada nasred trpezarije, gde vlasnika kuće prepoznaje kao Simona Kitona (#311). Kiton kaže da je nakon što je zatekao svoju ženu kao se nabacuje Čiku napokon imao izgovor da se razvede od nje, a isto se desilo i sa njegovom ljubavnicom Emom, koju je muž napustio kada je Čika zatekao u njenoj sobi (#311). Nakon toga, njih dvoje su se venčali, i Ema je se preselila kod Kitona zajedno sa svojom služavkom Mejmi. Kiton traži od Čika da se kao veliki zavodnik nabacuje njegovoj ženi, kako bi se uverio da li bi ga ona prevarila. Upravo tada, Ema ulazi na vrata, a Kiton sa Mejmi ide do saluna, kako bi Čika i svoju ženu ostavio nasamo. Dok idu prema salunu, nekoliko ljudi za koje se ispostavlja da su svi Emini ljubavnici vide da njen muž nije kod kuće, zbog čega kreću da se sastanu sa njom. Za to vreme, Čiko se udvara Emi, i u dvorištu pokušava da je poljubi, što trojica njenih ljubavnika vide, i napadaju ga. Ema ne može da ih zaustavi, zbog čega ide da potraži pomoć u gradu, ali nailazi na još petoricu svojih ljubavnika koji dojure do nje kada čuju da joj je potrebna pomoć. Za to vreme, Čiko uspeva da pobegne od one trojice, dok oni shvataju da su svi zapravo Emini ljubavnici, zbog čega napadaju jedni druge. Čiko beži do saluna, gde otkriva Kitonu da ga žena vara sa celim selom, na šta služavka otkriva da se ne radi samo o ljudima iz sela, već da ga vara i sa njegovim kolegom iz drugog grada. 
Malo kasnije, Zagor se vraća prema Kingstonu, i ide do svog kanua, ispod kojeg pronalazi sakrivenog Čika. Oni  kreću na put rekom, i ubrzo nailaze na prevrnutu kočiju, i nekolko leša koja izgledaju kao mumificirani, iako im je odeća gotovo nova. Ispod prevrnute kočije pronalaze jednog ranjenog momka, koji je od udarca u glavu izgubio pamćenje i ne seća se ničega što se dogodilo. Zagor tada čuje zvuk zaprežnih kola, i ide prema njima kako bi potražio pomoć. Čovek na kolima, Arči, prepoznaje mladića kao Erika Miltona, sina vlasnika Kejkros ranča, a ostale ljude kao njegove radnike. Oni se penju na kola i kreću prema njegovom ranču, ali tamo nailaze na Erikovog oca na samrti, dok u kući pronalaze još leševa pretvorenih u mumije. Pretražujući podrum kuće, misleći da će pronaći nekoga ko je preživeo i sakrio se tamo, Zagor otkriva leš iz kojeg izlazi crvoliko stvorenje sa pipcima, koje ga napada. Zagor se bori sa tim stvorenjem, i kada tokom borbe slučajno obori lampu, vidi da se ono plaši vatre. U podrumu izbija požar, i Zagor izlazi odatle, ali za njim takođe izlazi i crvoliko stvorenje, koje skače na Arčija, i ulazi mu kroz usta. Zagor stavlja onesvešćenog Arčija na kola, i sa Čikom i Erikom napušta zapaljenu kuću, i ide prema Rupert Fordu, gde će pronaći najbližeg doktora. Par sati kasnije, oni stižu do doktora Glajvera, kome objašnjavaju šta se dogodilo. Glajver otkriva da oni nisu prvi koji su mu spomenuli sličan slučaj, i priča im o nedavnoj poseti svog kolege, doktora Ozborna, koji je se raspitivao da li su se u poslednje vreme javili smrtni slučajevi gde su leševi pretvoreni u mumije. Ozborn je spomenuo tajanstvenu simbiozu koja je se izmakla kontroli naučnika koji su je proučavali, stvorenju koje preživljava zaposedajući drugi organizam, kao parazit. Upravo tada, Arči se budi iz nesvesti.

## Prethodna i naredna epizoda
Prethodna sveska nosila je naziv Crveno sunce #158, a naredna Sedl taun, #159.